# Wydział Chemiczny Politechniki Warszawskiej
Wydział Chemiczny Politechniki Warszawskiej – jeden z 18 wydziałów Politechniki Warszawskiej. Został powołany do życia jako jeden z trzech pierwszych wydziałów Instytutu Politechnicznego im. Mikołaja II w roku 1898. Był on kontynuatorem tradycji Szkoły Przygotowawczej do Instytutu Politechnicznego działającej w latach 1826–1830.
Wydział Chemiczny Politechniki Warszawskiej mieści się w Gmachu Chemii przy ul. Noakowskiego 3
oraz Gmachu Technologii Chemicznej przy ul. Koszykowej 75.

## Władze
Władze kadencji 2016–2020:
- Dziekan: prof. dr hab. inż. Władysław Wieczorek
- Prodziekan ds. Rozwoju: dr hab. inż. Wioletta Raróg-Pilecka
- Prodziekan ds. Studiów i Studentów: dr hab. inż. Ewa Zygadło-Monikowska
- Prodziekan ds. Nauki: prof. dr hab. inż. Wojciech Wróblewski

## Kierunki, specjalności
Wydział kształci studentów na dwóch kierunkach (specjalności dotyczą tylko II stopnia studiów):
- Technologia Chemiczna
  - Analityka i Fizykochemia Procesów i Materiałów
  - Funkcjonalne Materiały Polimerowe, Elektroaktywne i Wysokoenergetyczne
  - Synteza, Kataliza i Procesy Wysokotemperaturowe
- Biotechnologia
  - Applied Biotechnology
  - Biotechnologia Przemysłowa
  - Biotechnologia Chemiczna – Leki i Kosmetyki
  - Biotechnologia Medyczna

## Struktura
- Katedra Biotechnologii Medycznej
- Katedra Biotechnologii Środków Leczniczych i Kosmetyków
- Katedra Chemii Analitycznej
- Katedra Chemii i Technologii Polimerów
- Katedra Chemii Nieorganicznej i Technologii Ciała Stałego
- Katedra Technologii Chemicznej
- Zakład Chemii Fizycznej
- Zakład Chemii Organicznej
- Zakład Katalizy i Chemii Metaloorganicznej
- Zakład Materiałów Wysokoenergetycznych
- Laboratorium Procesów Technologicznych
- Laboratorium Informatyczne

## Organizacje studenckie
- Chemiczne Koło Naukowe "Flogiston"[3]
- Koło Naukowe Biotechnologów "Herbion"
- Stowarzyszenie Studentów i Absolwentów "Klatrat"[4]

## Osoby związane z wydziałem
- inż. Jan Babiński (1873–1921) – cukrownik, wykładowca akademicki
- prof. dr hab. inż. Stanisław Bretsznajder (1907–1967) – prekursor zastosowań modelowania matematycznego w technologii chemicznej
- prof. dr hab. inż. Janusz Ciborowski (1918–1986) – twórca polskiej szkoły inżynierii chemicznej
- prof. dr Józef Hurwic (ur. 1911) – fizykochemik, popularyzator nauki, dziekan wydziału 1962–1968
- prof. dr hab. Janusz Jurczak (ur. 1941) – chemik organik, członek PAN
- prof. dr hab. Irena Kulszewicz-Bajer – chemik, specjalistka w zakresie chemii polimerów, spektroskopii NAR polimerów
- prof. dr hab. Mieczysław Mąkosza (ur. 1934) – chemik organik, członek PAN, kilkakrotnie nominowany do Nagrody Nobla
- prof. Tadeusz Miłobędzki (1873–1959) – rektor SGGW
- prof. Ignacy Mościcki (1867–1946) – naukowiec, wynalazca, budowniczy polskiego przemysłu chemicznego, prezydent RP
- prof. Stanisław Niewiadomski (1895–1966) – inżynier, autor podręczników, specjalista w dziedzinie maszynoznastwa chemicznego
- prof. Wojciech Alojzy Świętosławski (1881–1968) – chemik i biofizyk, rektor PW, senator RP
- prof. Tadeusz Urbański (1901–1985) – dr h.c. PW, specjalista w dziedzinie materiałów wybuchowych
- prof. dr hab. Małgorzata Zagórska – chemiczka, specjalistka w zakresie chemii fizycznej polimerów
- prof. dr hab. Józef Zawadzki (1886–1951) – fizykochemik i technolog, rektor PW; ojciec Tadeusza Zawadzkiego "Zośki" i Anny Zawadzkiej
- prof. Jan Zawidzki (1866–1928) – fizykochemik, historyk chemii, autor podręczników; zob. też Medal Jana Zawidzkiego

## KNOW
W roku 2012 Warszawskie Akademickie Konsorcjum Chemiczne, w którego skład wchodzi Wydział Chemiczny Politechniki Warszawskiej i Wydział Chemii Uniwersytetu Warszawskiego uzyskało status Krajowego Naukowego Ośrodka Wiodącego (KNOW), przyznany przez Ministerstwo Nauki i Szkolnictwa Wyższego 6 ośrodkom naukowym w Polsce.